# Paul Juon
Paul Juon (in russo Павел Фёдорович Юон?, Pavel Fëdorovič Juon; Mosca, 6 marzo 1872 – Vevey, 21 agosto 1940) è stato un compositore russo di origine svizzera.

## Biografia
Nacque a Mosca, dove il padre era impiegato come agente assicurativo. I suoi genitori erano svizzeri ed egli frequentò pertanto, nella capitale russa, una scuola primaria in lingua tedesca. Nel 1889 entrò al Conservatorio di Mosca, dove studiò violino con Jan Hřímalý e composizione con Anton Arenskij e Sergei Taneev. Completò i suoi studi presso la Hochschule für Musik di Berlino, sotto la guida di Woldemar Bargiel. Le sue prime opere, stampate privatamente, furono due Romanzen (lieder), furono pubblicate nel 1894, lo stesso anno in cui iniziò gli studi con Bargiel. Durante i suoi anni passati a Berlino fu assunto da Joseph Joachim come professore di composizione; tra i suoi studenti ricordiamo Hans Chemin-Petit, Werner Richard Heymann, Nikos Skalkottas, Henry Jolles, Pancho Vladigerov, Philipp Jarnach, Heinrich Kaminski, Lauri Ikonen, Max Trapp, Heino Kaski, Yrjö Kilpinen, Gerhart von Westerman, Hans Moltkau, Giannis Konstantinidis, Wilhelm Guttmann, Stefan Wolpe, Nicolas Nabokov e Gunnar Johansen.  Si ritirò in Svizzera nel 1934 e morì sei anni dopo a Vevey.

## Musica
Le sue opere includono sonate per viola, violoncello, strumenti a fiato, e tre per violino (la terza fu registrata su un set di LP denominato Musik zwischen den Kriegen : eine Berliner Dokumentation), quattro sinfonie (di cui una solo manoscritta), una sinfonia per strumenti da camera, quattro quartetti per archi, diversi trii, quartetti e quintetti per pianoforte ed anche un sestetto per pianoforte ed archi del 1902. Fu anche autore di un quintetto per strumenti a fiato e di un buon numero di concerti, tra cui tre concerti per violino e un triplo concerto con un trio per pianoforte. Scrisse inoltre molte altre opere per pianoforte e dei lieder, oltre ad alcune opere per il teatro, tra cui l'opera lirica Aleko.
Molte di queste opere, tra cui alcune sonate, due concerti, due sinfonie, i quattro quartetti per archi, i trii per pianoforte e le tre sonate per violino, sono state registrate su compact disc (Naxos 8.574091). è noto anche per aver orchestrato la Danza Ungherese n. 4 di Johannes Brahms.
Tradusse inoltre in tedesco il volume 'Studi Pratici di Armonia' di Arenskij.

## Vita Privata
Si sposò due volte: la prima volta con Ekaterina Šachalova, nel 1896, con cui ebbe tre figli: Ina, Aja e Ralf. Ekaterina morì nel 1911. Un anno dopo si sposò con Marie Hegner-Günthert (che chiamava Armande); anche con lei ebbe tre figli: Stella, Irsa and Rémi. Ad Armande dedicò nel 1928 il suo Mysterien, Op 59.
Suo fratello più giovane fu il pittore Konstantin Juon.

## Opere
- Aleko, opera lirica, 1896
- Psyche, Op. 32, Tanzpoem, 1906
- Il libro dorato del tempio, musica di scena, 1912
- I poveri costruttori di scope, musica di scena, 1913
- Wächterweise in MI maggiore, Fantasie nach dänischen Volksl., per orchestra, Op. 31, 1906[5]
- Concerto per violino in SI minore, Op. 42, 1909[5]
- Concerto per violino in LA maggiore, Op. 49, 1912[5]
- Concerto per violino in LA minore, Op. 88, 1931[5]
- Episodes Concertantes - Trio per Pianoforte e Orchestra, Op. 45, 1911[6]
- Mysterien, un poema sinfonico per Violoncello e Orchestra basato sull'opera Mysteries di Knut Hamsun, Op. 59, 1928[5]
- Quattro quartetti per archi: RE maggiore, Op. 5 (1896), SI minore, Op. 11 (1896), LA minore, Op. 29 (1904), Quartetto per archi, Op. 67 (1916)[7]
- Tre sonate per violino: Op. 7 in LA (1898), Op. 69 in FA (1920) e Op. 86 in SI minor (1930)[7][8][9]